# 天山発電所

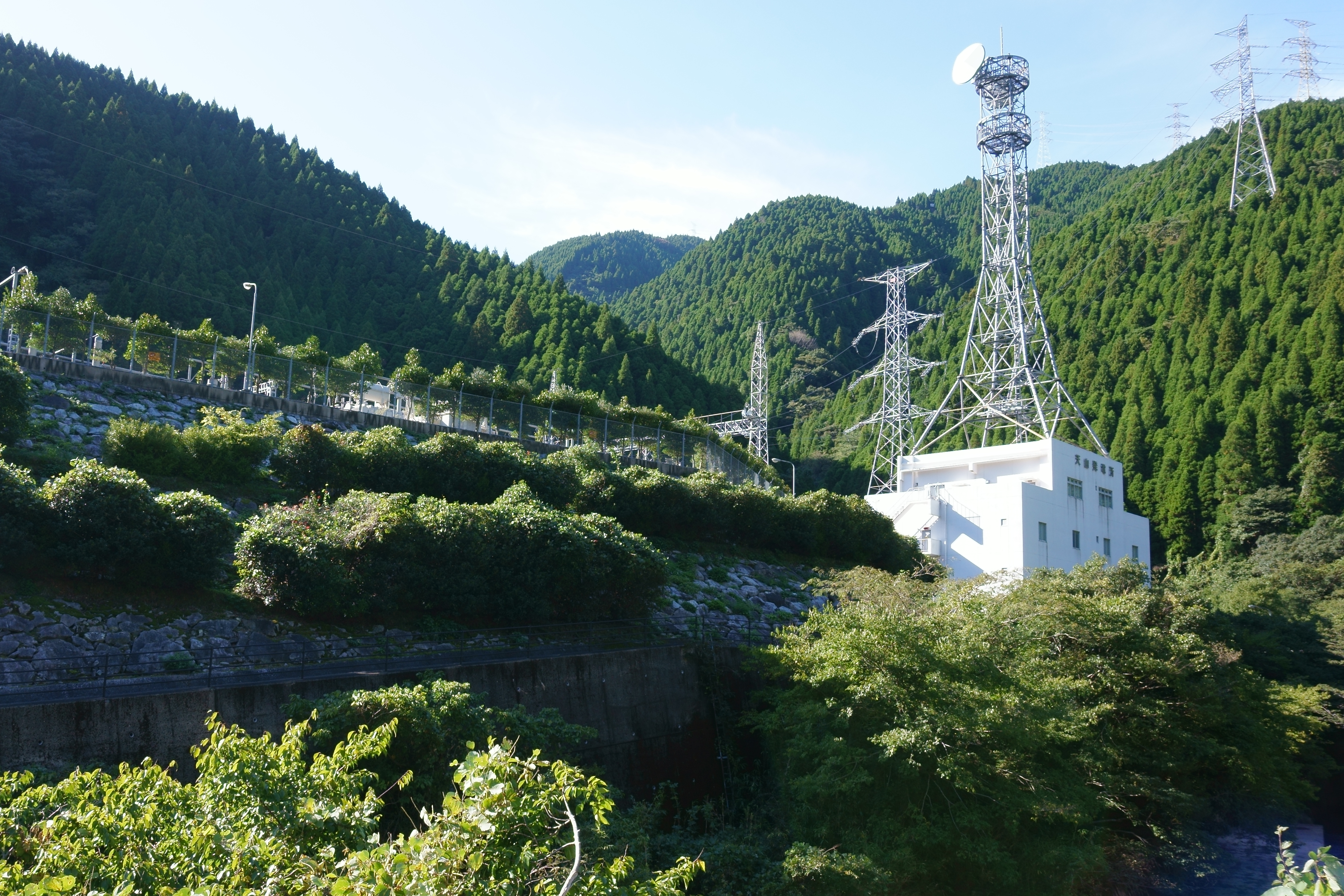
天山発電所の開閉所・送電設備

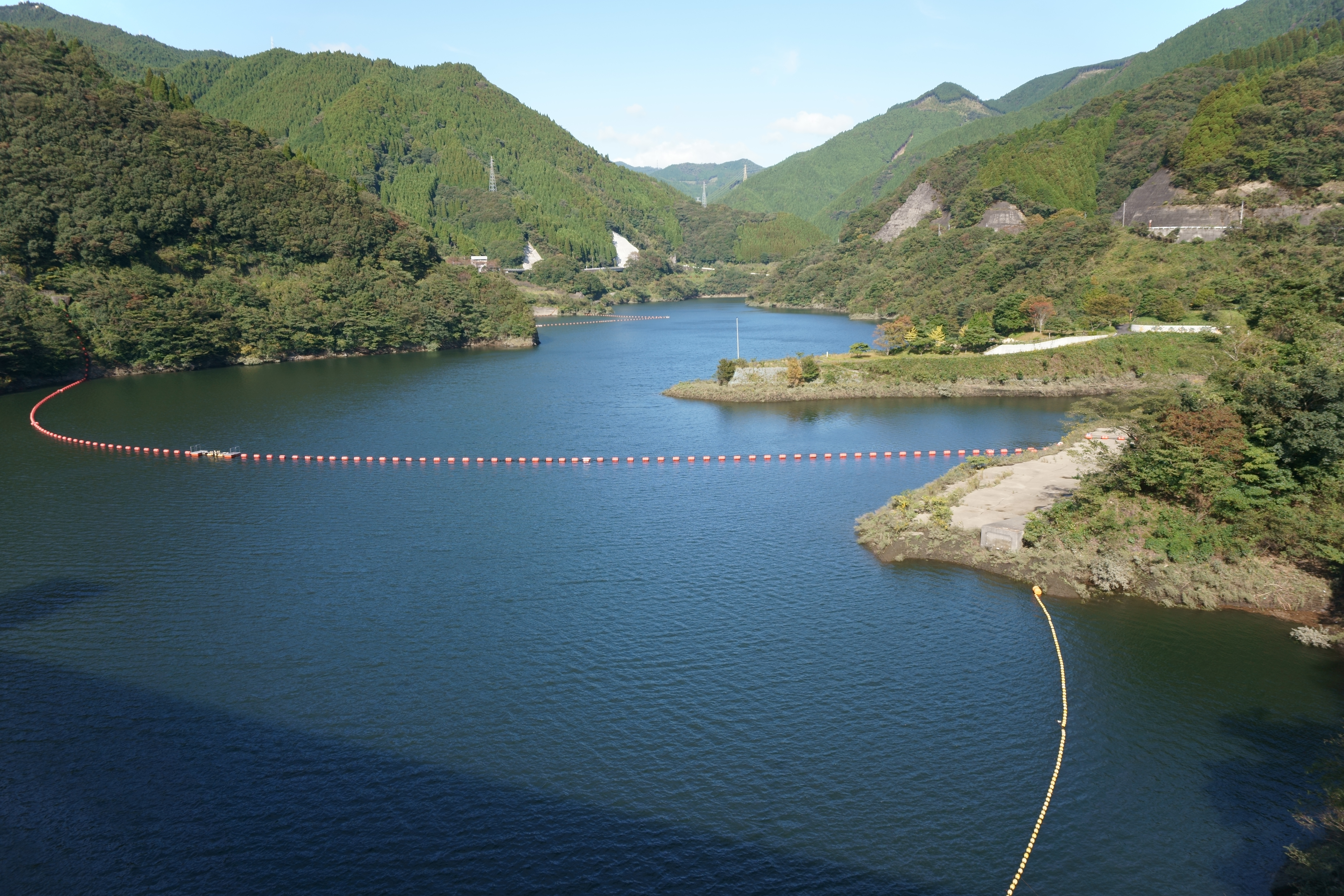
厳木ダム（さよの湖）

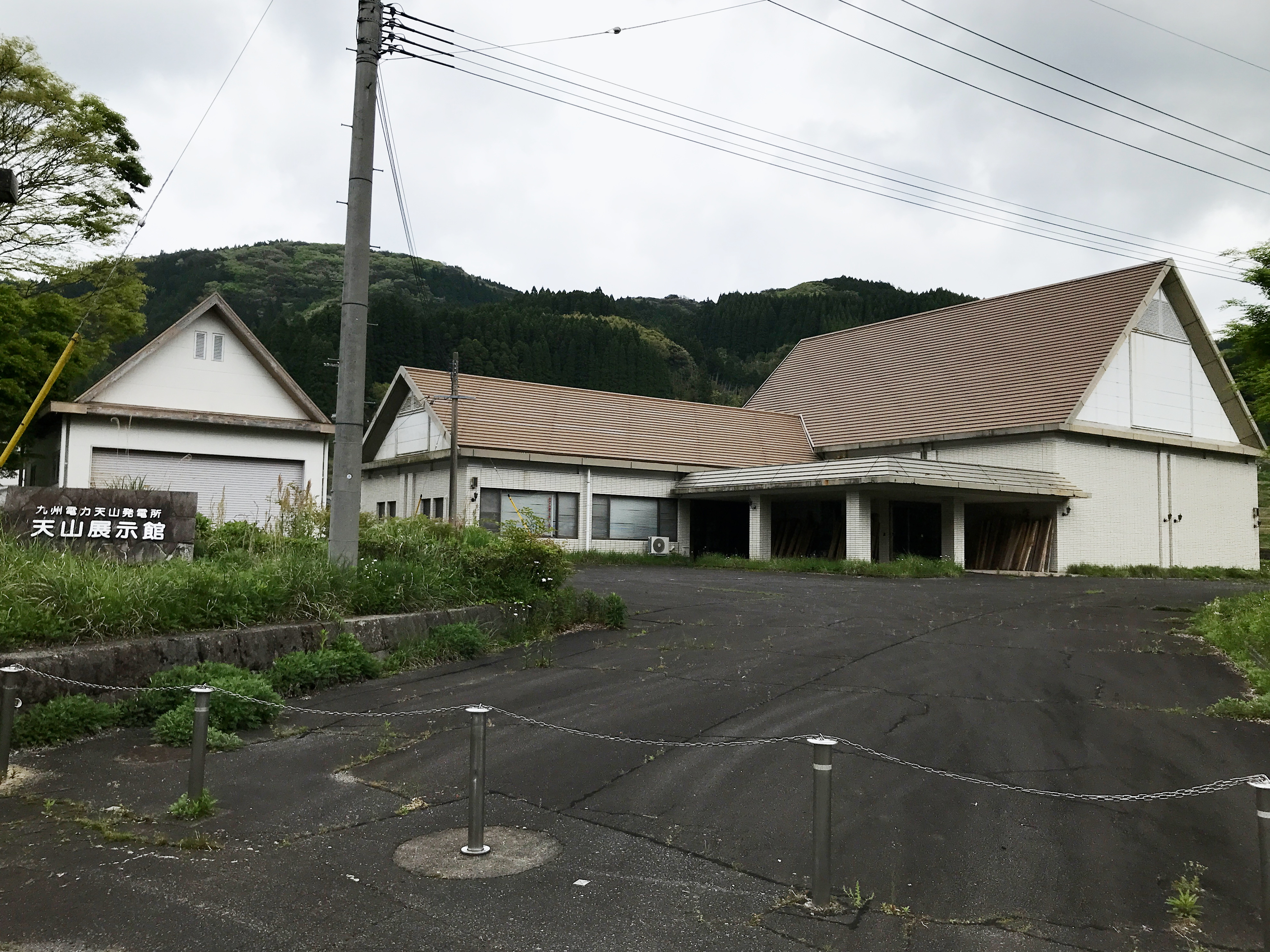
旧天山発電所展示館

天山発電所（てんざんはつでんしょ）は、佐賀県唐津市厳木町に建設された発電所。九州電力の揚水式水力発電所で、六角川水系に属する天山ダム（てんざんダム）を上池、松浦川水系で国土交通省管理の多目的ダム厳木ダム（きゅうらぎダム）を下池とする。

## 地理・諸元及び特徴
当発電所とダムは佐賀県中央に位置する標高1,046 m（メートル）の天山の西側中腹に位置する。六角川は佐賀県中部を流域とする水系で有明海に注ぎ、松浦川は佐賀県北西部を流域とする水系で唐津湾に注ぐ。この付近は2つの流域が接する分水界で、天山ダムは六角川水系の主要支流牛津川の支流である天山川、厳木ダムは松浦水系の主要支流厳木川の上流に属する。
純揚水式発電の上池のため、天山ダムへの自然流入はほとんどない。同ダムの有効貯水容量300万 m3（立方メートル）は、発電所の定格600,000 kW（キロワット）の出力で6時間の発電運転が可能な容量である。標高は満水位で758 m、低水位で728 m。
厳木ダムは治水・利水などにも利用される多目的ダムで、有効貯水容量1180万 m3の約4分の1にあたる300万 m3を発電用水に充てている。標高は満水位で199.1 m、低水位で168.1 m。多目的ダムの利用は、発電専用のダムが多い揚水発電では珍しい。
2つのダムは約3,300 mの地下水路で結ばれ、その中間の地下約500 mに発電施設が設けられている。
2台の発電電動機およびポンプ水車で構成される水車発電機が発電運転と揚水運転を切り替えながら運用されている。発電時の認可出力は1台あたり300,000 kW（定格316,000 kVA）、揚水時の電動機出力は325,000 kW。
水車は立軸フランシスポンプ形水車、使用水量は毎秒70 m3×2台で140 m3、回転速度は400 min-1、有効落差は520 m、全揚程は基準水位で571.8 m・最大で601.7 m。
発電所の設備は佐賀市の制御所から遠隔で監視制御されている。発生した電力は22万ボルトに昇圧され、九州の送電線網に接続している。当発電所は天山支線を通じ西九州北佐賀線に接続、同線は九州を一周する50万ボルトのループ幹線を構成する西九州変電所（伊万里市）に接続する。

### 運用
九州電力の揚水発電は天山、大平、小丸川の3か所計230万 kWで、最も新しい小丸川は可変速機のため揚水時の余剰電力利用量を調整可能だが、前2者は定速機のため利用量は一定である。
建設当初は、電力需要の少ない夜間に余剰電力で揚水を行い、昼間の需要急増に備える形態の運用を行っていた。しかし、九州電力の供給エリアでは2010年代に再生可能エネルギーの導入量が増加し、昼間は太陽光発電の発電量が大きくなる日変化をとるようになった。そのため現在は、昼間に太陽光などの余剰電力で揚水を行い、夜間に一定して発電を行う形態に運用が変わっている。いわば蓄電池として供給量の平滑化を担っており、稼働回数は2013年度の発電125回・揚水110回から2021年度には発電・揚水ともに562回へと約5倍に増加している。

## 歴史
九州電力は、戦後の経済成長により膨らんだ管内の電力需要を、増設する火力・原子力発電所を中心に賄い、一部は昼夜間の需要の差分に対応する揚水発電で補うこととした。
当時の九州における揚水発電は、1961年（昭和36年）完成の諸塚発電所（50,000 kW、混合揚水）、1975年（昭和50年）運転開始の大平発電所（500,000 kW）が稼働していた。天山発電所は大平発電所に続く同社2つ目の純揚水式発電所として計画された。
1977年（昭和52年）の第73回電源開発調整審議会を経て建設が決定、厳木ダム（1973年着工・1986年竣工）開発と天山ダム建設・発電所工事は並行して行われた。九州電力は厳木ダム開発にも参加することで両工事の調整を行った。天山ダム・天山発電所の建設は1980年（昭和55年）着工、1985年（昭和60年）に天山ダムが竣工、1986年12月に1号機が、1987年5月に2号機が運転を開始している。
天山ダム貯水池の容量は山腹に掘削と築堤により開発されており、貯水容量300万 m3の6割が掘削による。山腹の総掘削量は約400万 m3に上り、うち約150万 m3は堤体材料などの築堤工事に利用された。
ゲート立坑や導水路サージタンクの掘削にはクレーターカット工法が、水圧管路の掘削にはクライマー工法が用いられた。管路下部では、クライマー工法としては国内でも長い延長343 mの掘削が行われている。揚水式発電所としては当時国内最長の600 mを超える最高揚程をもつ水路のため、機器の設計はメーカーとの共同研究の上で行い、その知見が施工にも応用された。
天山ダム・天山発電所併せて総事業費は1,082億円、用地取得面積は89.8ヘクタール。なお、山腹にあって移転対象の家屋はなかった。
天山発電所の稼働により九州電力の全供給力に占める揚水発電の割合は5パーセントとなったが、目標の10パーセントにはさらに増強を要した。その後、同社は計画出力120万キロワットの小丸川発電所建設を進めることとなる。

## 周辺
国道203号厳木方面から県道厳木富士線に入り富士方面に移動すると、道路沿いに厳木ダムが所在し、少し上ると天山発電所開閉所がある。開閉所から東の地下発電所方面に至る搬入路の地上部が県道を跨いでいる。開閉所からさらに上った厳木川上流には、九州電力が管理する厳木発電所取水ダム（下田ダム）と厳木第二発電所がある。天山ダムへのルートは、県道を厳木町天川へと上り旧天山リゾート方面に曲がった後、分岐して山腹を南に移動する。旧天山発電所展示館は天山リゾート方面に曲がらずさらに上った天川集落に所在していた。
「天山発電所展示館」は厳木町天川にあった九州電力の広報施設で、1987年（昭和62年）3月に開館、模型や映像などで揚水発電の仕組みを解説するとともに地域の文化歴史を伝える場として機能していた。同社が経営効率化などを理由に2014年（平成26年）9月に休館（正式閉館は翌2015年3月末）するまでの間、交通の便が悪い立地ではあったものの、累計約76万人の来館者を数えた。なお、同様の広報施設で福岡市に所在した旧九州エネルギー館にも当発電所のポンプ水車の10分の1模型が展示されていた。